# Ramón Rey Ardid
Ramón Rey Ardid (* 20. Dezember 1903 in Saragossa; † 21. Januar 1988 ebenda) war ein spanischer Schachspieler und Psychiater.
Rey Ardid war von Beruf Psychiater und ab dem Jahr 1966 als Professor an der Universität Saragossa tätig, er übersetzte die Schriften Sigmund Freuds ins Spanische.
1924 nahm er in Paris an der erstmals ausgetragenen Amateurweltmeisterschaft teil, die gleichzeitig als inoffizielle Schacholympiade galt. 1928 gewann er in Madrid ein Qualifikationsturnier zur Amateurweltmeisterschaft, musste später allerdings auf die Teilnahme in Den Haag verzichten. 1929 wurde er in Barcelona geteilter 4.–5. (Turniersieger José Raúl Capablanca). 1930 gewann er die spanische Meisterschaft nach einem Match gegen Manuel Golmayo Torriente (+4 =2 −1). Er konnte seinen Titel in mehreren folgenden Wettkämpfen verteidigen: gegen Jaime Casas (+5 =0 −1) 1933, gegen Vicente Almirall Castell (+5 =2 −0) 1935, gegen Juan Manuel Fuentes (+5 =1 −1) 1942. Er verlor das Championat 1943 an José Sanz Aguado (+3 =3 −4).
Zu seinen weiteren internationalen Erfolgen zählen ein zweiter Platz in Sitges 1934 (nach Andor Lilienthal), ein Wettkampfsieg über Victor Kahn (+2 =4 −0) in Saragossa 1935 und ein geteilter erster Platz im B-Turnier in Hastings 1935/36. 1944 verlor Rey Ardid einen Wettkampf gegen Weltmeister Alexander Aljechin (+0 =3 −1) und besiegte Francisco Lupi (+5 =0 −1), beide Matche fanden in Saragossa statt. 1946 gewann er in Madrid.
Seine höchste historische Elo-Zahl von 2575 erreichte er im Juli 1934.